# Antaea striatipalpis
Antaea striatipalpis är en fjärilsart som beskrevs av Felix Bryk 1953. Antaea striatipalpis ingår i släktet Antaea och familjen tandspinnare. Inga underarter finns listade i Catalogue of Life.